# Poricella lanceolata
Poricella lanceolata är en mossdjursart som först beskrevs av Ferdinand Canu och Ray Smith Bassler 1928.  Poricella lanceolata ingår i släktet Poricella och familjen Arachnopusiidae. Inga underarter finns listade i Catalogue of Life.